# Saturninus
Saturninus, Saint Saturnin, född på 100-talet, död cirka 257, är ett franskt katolskt helgon, martyr, Toulouses första biskop. Hans reliker vördas fortfarande i basilikan Saint-Sernin i Toulouse. Enligt legenden släpades han till döds av en tjur. Han avbildas därför med en tjur.
Helgondag: 29 november